# Inpaichthys kerri
Inpaichthys kerri − endemiczny gatunek słodkowodnej ryby z  rodziny kąsaczowatych (Characidae), jedyny przedstawiciel rodzaju Inpaichthys. Bywa hodowany w akwariach.

## Występowanie
Zasiedla rzeki Ameryki Południowej w Brazylii (dorzecze rzek Madeira i Aripuanã).

## Opis
Pierwsze sztuki zostały odłowione w Brazylii w stanie Mato Grosso, w rzece Aripuanã. Prawie równolegle do tych odłowów inny badacz flory amazońskiej – Karel Rataj – złowił w rzece Igarapé i przywiózł do Czech narybek, który przekazał pod opiekę ichtiologowi Stanislavowi Frankowi.
Gatunek Inpaichthys kerri został opisany pod koniec lat siedemdziesiątych XX wieku przez Jacques'a Géry'ego oraz Wolfganga Johannesa Junka. Nazwę rodzajową nadali od połączenia dwóch nazw – portugalskiego Narodowego Instytutu Badań Amazonii (INPA) i ichthys jako ryba, nazwę gatunkową na cześć dyrektora tego instytutu Warwicka Estevama Kerri'ego, który był dyrektorem w latach 1975–1979 i 1999–2002.
Dorasta do 3,5 cm długości.

## Dymorfizm płciowy
Samiec smuklejszy i bardziej intensywnie ubarwiony. W czasie tarła przybiera barwy godowe błękitnoniebieske z fioletowym pasem. Kolor samicy w tym okresie przybiera barwę żółtobrązową z szerokim, brązowym pasem na boku ciała. 

## Warunki w akwarium
| Zalecane warunki w akwarium | Zalecane warunki w akwarium |
| --------------------------- | --------------------------- |
| Zbiornik                    | średni do dużego            |
| Temperatura wody            | 22–27°C                     |
| Twardość wody               | 5–15                        |
| Skala pH                    | 6–7                         |
| pokarm                      |                             |
| Uwagi                       |                             |

## Rozmnażanie
Tarło odbywa się w małym zbiorniku, w miękkiej wodzie w temperaturze ok. 24–27 °C wśród roślin o miękkich liściach. W partiach po 3 sztuki drobnej samica składa do 350 ziarenek ikry.
Narybek jest mały (ok. 2 mm długości), wykluwa się bez pęcherzyka żółtkowego.  Na pokarm dla narybku składają się larwy słonaczka, kolejne wraz ze wzrostem.

## Choroby
Podatność gatunku na choroby o podłożu bakteryjnym.